# Klasa okręgowa (grupa zachodniopomorska II)
Klasa okręgowa (grupa zachodniopomorska II) – jedna z czterech na terenie województwa zachodniopomorskiego klas okręgowych, stanowiąca pośredni szczebel rozgrywkowy między IV ligą a klasą A. Stanowi tzw. VI ligę (w latach 2008-2017 stanowiła tzw. VII ligę) w rozgrywkach krajowych. W sezonie 2018/19, ze względu na reformę rozgrywek w woj. zachodniopomorskim i likwidacji ligi okręgowej, grupa ta przestała istnieć – połączono dwie grupy szczecińskie w jedną. W następnym sezonie nosiła nazwę klasa okręgowa, gr. szczecińska II, która później została przemianowana na klasę okręgową, gr. zachodniopomorską II. 
Zmagania w jej ramach toczą się cyklicznie systemem kołowym. Zwycięzcy grupy uzyskują awans do IV ligi polskiej gr. zachodniopomorskiej, zaś najsłabsze zespoły relegowane są do poszczególnych grup klas A. Zarządzana jest przez – działający w imieniu Polskiego Związku Piłki Nożnej – Zachodniopomorski Związek Piłki Nożnej.
Zespoły piłkarskie pochodzą z powiatów: choszczeńskiego, gryfińskiego, myśliborskiego oraz stargardzkiego.